# Liste des choix de repêchages des Red Wings de Détroit
Cette liste contient tous les joueurs de hockey sur glace ayant été repêchés par les Red Wings de Détroit, franchise de la Ligue nationale de hockey. Les joueurs listés ci-dessus n'ont pas obligatoirement joué un match sous le maillot de l'équipe.
Elle regroupe les joueurs depuis le Repêchage de 1963 organisé par la LNH en 1963-1964, jusqu’à aujourd’hui. Il s’agit du premier repêchage de l’histoire de la LNH,. Les joueurs sont classés par année de repêchage. Les deux premières colonnes donnent le rang et le tour duquel le joueur a été repêché suivis de son nom, de sa nationalité et de sa position de jeu.

## Les repêchages amateurs

### 1963
| No | Tour | Nom            | Nationalité | Position |
| -- | ---- | -------------- | ----------- | -------- |
| 2e | 1er  | Pete Mahovlich | Canada      | Centre   |
| 8e | 2e   | Bill Cosburn   | Canada      | Centre   |

### 1964
| No  | Tour | Nom             | Nationalité | Position      |
| --- | ---- | --------------- | ----------- | ------------- |
| 1er | 1er  | Claude Gauthier | Canada      | attaquant     |
| 7e  | 2e   | Brian Watts     | Canada      | ailier gauche |
| 13e | 3e   | Ralph Buchanan  | Canada      | Défenseur     |
| 19e | 4e   | René LeClerc    | Canada      | Ailier droit  |

### 1965
| No | Tour | Nom           | Nationalité | Position     |
| -- | ---- | ------------- | ----------- | ------------ |
| 3e | 1er  | George Forgie | Canada      | Défenseur    |
| 8e | 2e   | Bob Birdsell  | Canada      | ailier droit |

### 1966
| No  | Tour | Nom            | Nationalité | Position       |
| --- | ---- | -------------- | ----------- | -------------- |
| 6e  | 1er  | Steve Atkinson | Canada      | ailier droit   |
| 12e | 2e   | Jim Whittaker  | Canada      | Défenseur      |
| 18e | 3e   | Lee Carpenter  | Canada      | Défenseur      |
| 24e | 4e   | Grant Cole     | Canada      | Gardien de but |

### 1967
| No  | Tour | Nom          | Nationalité | Position |
| --- | ---- | ------------ | ----------- | -------- |
| 9e  | 1er  | Ron Barkell  | Canada      | Centre   |
| 17e | 2e   | Al Karlander | Canada      | Centre   |

### 1968
| No  | Tour | Nom             | Nationalité | Position     |
| --- | ---- | --------------- | ----------- | ------------ |
| 11e | 1er  | Steve Andrascik | Canada      | ailier droit |
| 17e | 2e   | Herb Boxer      | États-Unis  | Ailier droit |

### 1969
| No  | Tour | Nom             | Nationalité | Position       |
| --- | ---- | --------------- | ----------- | -------------- |
| 10e | 1er  | Jim Rutherford  | Canada      | Gardien de but |
| 21e | 2e   | Ron Garwasiuk   | Canada      | ailier gauche  |
| 33e | 3e   | Wayne Hawrysh   | Canada      | Centre         |
| 45e | 4e   | Wayne Chernecki | Canada      | Centre         |
| 57e | 5e   | Wally Olds      | États-Unis  | Défenseur      |

### 1970
| No  | Tour | Nom              | Nationalité | Position      |
| --- | ---- | ---------------- | ----------- | ------------- |
| 12e | 1er  | Serge Lajeunesse | Canada      | Défenseur     |
| 26e | 2e   | Bob Guindon      | Canada      | Centre        |
| 40e | 3e   | Yvon Lambert     | Canada      | ailier gauche |
| 54e | 4e   | Tom Johnston     | Canada      | Ailier droit  |
| 68e | 5e   | Tom Mellor       | États-Unis  | Défenseur     |
| 82e | 6e   | Bernie MacNeil   | Canada      | Ailier gauche |
| 95e | 7e   | Ed Hays          | Canada      | Centre        |

### 1971
| No   | Tour | Nom           | Nationalité | Position       |
| ---- | ---- | ------------- | ----------- | -------------- |
| 2e   | 1er  | Marcel Dionne | Canada      | Centre         |
| 16e  | 2e   | Henry Boucha  | États-Unis  | Centre         |
| 44e  | 4e   | George Hulme  | Canada      | Gardien de but |
| 58e  | 5e   | Earl Anderson | États-Unis  | ailier droit   |
| 72e  | 6e   | Charlie Shaw  | Canada      | Défenseur      |
| 86e  | 7e   | Jim Nahrgang  | Canada      | Défenseur      |
| 100e | 8e   | Bob Boyd      | Canada      | Défenseur      |

### 1972
| No   | Tour | Nom            | Nationalité | Position       |
| ---- | ---- | -------------- | ----------- | -------------- |
| 26e  | 2e   | Pierre Guité   | Canada      | ailier gauche  |
| 42e  | 3e   | Bob Krieger    | États-Unis  | Ailier droit   |
| 58e  | 4e   | Danny Gruen    | Canada      | Ailier gauche  |
| 74e  | 5e   | Dennis Johnson | États-Unis  | Ailier gauche  |
| 90e  | 6e   | Bill Miller    | Canada      | Défenseur      |
| 106e | 7e   | Glen Seperich  | Canada      | Gardien de but |
| 122e | 8e   | Mike Ford      | Canada      | Défenseur      |
| 138e | 9e   | George Kuzmicz | Canada      | Défenseur      |
| 150e | 10e  | Dave Arundel   | États-Unis  | Défenseur      |

### 1973
| No   | Tour | Nom                 | Nationalité | Position       |
| ---- | ---- | ------------------- | ----------- | -------------- |
| 11e  | 1er  | Terrance Richardson | Canada      | Gardien de but |
| 39e  | 3e   | Nelson Pyatt        | Canada      | Centre         |
| 43e  | 3e   | Robbie Neale        | Canada      | attaquant      |
| 59e  | 4e   | Mike Korney         | Canada      | Défenseur      |
| 75e  | 5e   | Blair Stewart       | Canada      | ailier gauche  |
| 91e  | 6e   | Glen Cickello       | Canada      | Défenseur      |
| 107e | 7e   | Brian Middleton     | Canada      | Défenseur      |
| 118e | 8e   | Dennis Polonich     | Canada      | Centre         |
| 123e | 8e   | George Lyle         | Canada      | Ailier gauche  |
| 135e | 9e   | Dennis O'Brien      | Canada      | Centre         |
| 138e | 9e   | Tom Newman          | Canada      | Défenseur      |
| 139e | 9e   | Ray Bibeau          | Canada      | Défenseur      |
| 151e | 10e  | Kevin Neville       | Canada      | Gardien de but |
| 154e | 10e  | Ken Gibb            | Canada      | Défenseur      |
| 155e | 10e  | Mitch Brandt        | États-Unis  | Défenseur      |

### 1974
| No   | Tour | Nom             | Nationalité | Position      |
| ---- | ---- | --------------- | ----------- | ------------- |
| 9e   | 1er  | Bill Lochead    | Canada      | ailier gauche |
| 44e  | 3e   | Dan Mandryk     | Canada      | Ailier gauche |
| 45e  | 3e   | Bill Evo        | États-Unis  | attaquant     |
| 63e  | 4e   | Michel Bergeron | Canada      | Ailier droit  |
| 81e  | 5e   | John Taft       | États-Unis  | Défenseur     |
| 99e  | 6e   | Don Dufek       | États-Unis  | Ailier gauche |
| 117e | 7e   | Jack Carlson    | États-Unis  | Ailier gauche |
| 134e | 8e   | Greg Steel      | Canada      | Défenseur     |
| 151e | 9e   | Glen McLeod     | Canada      | Défenseur     |

### 1975
| No   | Tour | Nom              | Nationalité | Position     |
| ---- | ---- | ---------------- | ----------- | ------------ |
| 5e   | 1er  | Rick Lapointe    | Canada      | Défenseur    |
| 23e  | 2e   | Jerry Rollins    | Canada      | Défenseur    |
| 37e  | 3e   | Al Cameron       | Canada      | Défenseur    |
| 45e  | 3e   | Blair Davidson   | Canada      | Défenseur    |
| 50e  | 3e   | Clark Hamilton   | Canada      | Ailier droit |
| 59e  | 4e   | Mike Wirachowsky | Canada      | Défenseur    |
| 77e  | 5e   | Mike Wong        | États-Unis  | Centre       |
| 95e  | 6e   | Mike Harazny     | Canada      | Défenseur    |
| 113e | 7e   | Jean-Luc Phaneuf | Canada      | Centre       |
| 131e | 8e   | Steve Carlson    | États-Unis  | Centre       |
| 148e | 9e   | Gary Vaughan     | Canada      | Ailier droit |
| 164e | 10e  | Jean Thibodeau   | Canada      | Centre       |
| 176e | 11e  | Dave Hanson      | États-Unis  | Défenseur    |
| 178e | 11e  | Robin Larson     | États-Unis  | Défenseur    |

### 1976
| No   | Tour | Nom              | Nationalité | Position       |
| ---- | ---- | ---------------- | ----------- | -------------- |
| 4e   | 1er  | Fred Williams    | Canada      | Ailier droit   |
| 22e  | 2e   | Reed Larson      | États-Unis  | Défenseur      |
| 40e  | 3e   | Fred Berry       | Canada      | Centre         |
| 58e  | 4e   | Kevin Schamehorn | Canada      | Ailier droit   |
| 76e  | 5e   | Dwight Schofield | États-Unis  | Défenseur      |
| 94e  | 6e   | Tony Horvath     | Canada      | Défenseur      |
| 111e | 7e   | Fern LeBlanc     | Canada      | Centre         |
| 120e | 8e   | Claude Legris    | Canada      | Gardien de but |

### 1977
| No   | Tour | Nom             | Nationalité | Position       |
| ---- | ---- | --------------- | ----------- | -------------- |
| 1er  | 1er  | Dale McCourt    | Canada      | Centre         |
| 37e  | 3e   | Rick Vasko      | Canada      | Défenseur      |
| 55e  | 4e   | John Hilworth   | Canada      | Défenseur      |
| 73e  | 5e   | Jim Korn        | États-Unis  | Défenseur      |
| 91e  | 6e   | Jim Baxter      | Canada      | Gardien de but |
| 109e | 7e   | Randy Wilson    | Canada      | Ailier gauche  |
| 125e | 8e   | Ray Roy         | États-Unis  | Centre         |
| 141e | 9e   | Kip Churchill   | Canada      | Centre         |
| 155e | 10e  | Lance Gatoni    | Canada      | Défenseur      |
| 163e | 11e  | Rob Plumb       | Canada      | Ailier gauche  |
| 170e | 12e  | Alain Bélanger  | Canada      | Ailier gauche  |
| 175e | 13e  | Dean Willers    | Angleterre  | Ailier gauche  |
| 178e | 14e  | Roland Cloutier | Canada      | Centre         |
| 181e | 15e  | Ed Hill         | États-Unis  | Ailier droit   |
| 184e | 16e  | Val James       | États-Unis  | Ailier gauche  |
| 185e | 17e  | Grant Morin     | Canada      | Ailier droit   |

### 1978
| No   | Tour | Nom               | Nationalité     | Position       |
| ---- | ---- | ----------------- | --------------- | -------------- |
| 9e   | 1er  | Willie Huber      | Allemagne       | Défenseur      |
| 12e  | 1er  | Brent Peterson    | Canada          | Centre         |
| 28e  | 2e   | Glenn Hicks       | Canada          | Ailier gauche  |
| 31e  | 2e   | Al Jensen         | Canada          | Gardien de but |
| 53e  | 3e   | Doug Derkson      | Canada          | Centre         |
| 62e  | 4e   | Bjørn Skaare      | Norvège         | Centre         |
| 78e  | 5e   | Ted Nolan         | Canada          | Ailier droit   |
| 95e  | 6e   | Sylvain Locas     | Canada          | Centre         |
| 112e | 7e   | Wes George        | Canada          | Ailier gauche  |
| 129e | 8e   | John Barrett      | Canada          |                |
| 146e | 9e   | Jim Malazdrewicz  | Canada          | Ailier droit   |
| 163e | 10e  | Geoff Shaw        | Canada          | Ailier droit   |
| 178e | 11e  | Carl Van Harrewyn | Canada          | Défenseur      |
| 194e | 12e  | Ladislav Svozil   | Tchécoslovaquie | Ailier gauche  |
| 208e | 13e  | Tom Bailey        | Canada          | Attaquant      |
| 219e | 14e  | Larry Lozinski    | Canada          | Gardien de but |
| 224e | 15e  | Randy Betty       | Canada          | Ailier gauche  |
| 226e | 16e  | Brian Crawley     | Canada          | Défenseur      |
| 228e | 17e  | Doug Feasby       | Canada          | Centre         |

## Les repêchages d'entrée
| Sommaire |
| Repêchages amateurs : 1963 \| 1964 \| 1965 \| 1966 \| 1967 \| 1968 \| 1969 \| 1970 \| 1971 \| 1972 1973 \| 1974 \|1975 \| 1976 \| 1977 \| 1978 |
| Repêchages d'entrée : 1979 \| 1980 \| 1981 \| 1982 \| 1983 \| 1984 \| 1985 \| 1986 \| 1987 \| 1988 1989 \| 1990 \| 1991 \| 1992 \| 1993 \| 1994 \| 1995 \| 1996 \| 1997 \| 1998 1999 \| 2000 \| 2001 \| 2002 \| 2003 \| 2004 \| 2005 \| 2006 \| 2007 \| 2008 2009 \| 2010 \| 2011 \| 2012 \| 2013 \| 2014 \| 2015 \| 2016 \| 2017 \| 2018 2019 \| 2020 \| 2021 |
| Références |

### 1979
| No   | Tour | Nom             | Nationalité | Position      |
| ---- | ---- | --------------- | ----------- | ------------- |
| 3e   | 1er  | Mike Foligno    | Canada      | Ailier droit  |
| 45e  | 3e   | Jody Gage       | Canada      | Ailier droit  |
| 46e  | 3e   | Boris Fistric   | Canada      | Défenseur     |
| 66e  | 4e   | John Ogrodnick  | Canada      | Ailier gauche |
| 87e  | 5e   | Joe Paterson    | Canada      | Ailier gauche |
| 108e | 6e   | Carmine Cirella | Canada      | Ailier gauche |

### 1980
| No   | Tour | Nom            | Nationalité | Position      |
| ---- | ---- | -------------- | ----------- | ------------- |
| 11e  | 1er  | Mike Blaisdell | Canada      | Ailier droit  |
| 46e  | 3e   | Mark Osborne   | Canada      | Ailier gauche |
| 88e  | 5e   | Mike Corrigan  | Canada      | Ailier droit  |
| 109e | 6e   | Wayne Crawford | Canada      | Centre        |
| 130e | 7e   | Mike Braun     | Canada      | Défenseur     |
| 151e | 8e   | John Beukeboom | Canada      | Défenseur     |
| 172e | 9e   | Dave Miles     | Canada      | Ailier droit  |
| 193e | 10e  | Brian Rorabeck | Canada      | Défenseur     |

### 1981
| No   | Tour | Nom             | Nationalité | Position       |
| ---- | ---- | --------------- | ----------- | -------------- |
| 23e  | 2e   | Claude Loiselle | Canada      | Centre         |
| 44e  | 3e   | Corrado Micalef | Canada      | Gardien de but |
| 86e  | 5e   | Larry Trader    | Canada      | Défenseur      |
| 107e | 6e   | Gerard Gallant  | Canada      | Ailier gauche  |
| 128e | 7e   | Greg Stefan     | Canada      | Gardien de but |
| 149e | 8e   | Rick Zombo      | États-Unis  | Défenseur      |
| 170e | 9e   | Don Leblanc     | Canada      | Ailier gauche  |
| 191e | 10e  | Robert Nordmark | Suède       | Défenseur      |

### 1982
| No   | Tour | Nom             | Nationalité | Position      |
| ---- | ---- | --------------- | ----------- | ------------- |
| 17e  | 1er  | Murray Craven   | Canada      | Ailier gauche |
| 23e  | 2e   | Yves Courteau   | Canada      | Ailier droit  |
| 44e  | 3e   | Carmine Vani    | Canada      | Centre        |
| 66e  | 4e   | Craig Coxe      | États-Unis  | Ailier gauche |
| 86e  | 5e   | Bradley Shaw    | Canada      | Défenseur     |
| 107e | 6e   | Claude Vilgrain | Haïti       | Ailier gauche |
| 128e | 7e   | Greg Hudas      | États-Unis  | Défenseur     |
| 149e | 8e   | Pat Lahey       | Canada      | Centre        |
| 170e | 9e   | Gary Cullen     | Canada      | Centre        |
| 191e | 10e  | Brent Meckling  | Canada      | Défenseur     |
| 212e | 11e  | Mike Stern      | Canada      | Ailier gauche |
| 233e | 12e  | Shaun Reagan    | Canada      | Ailier droit  |

### 1983
| No   | Tour | Nom           | Nationalité     | Position       |
| ---- | ---- | ------------- | --------------- | -------------- |
| 4e   | 1er  | Steve Yzerman | Canada          | Centre         |
| 25e  | 2e   | Lane Lambert  | Canada          | Ailier droit   |
| 46e  | 3e   | Bob Probert   | Canada          | Ailier gauche  |
| 68e  | 4e   | Dave Korol    | Canada          | Défenseur      |
| 86e  | 5e   | Petr Klima    | Tchécoslovaquie | Ailier droit   |
| 88e  | 5e   | Joe Kocur     | Canada          | Ailier droit   |
| 106e | 6e   | Chris Pusey   | Canada          | Gardien de but |
| 126e | 7e   | Bob Pierson   | Canada          | Ailier gauche  |
| 146e | 8e   | Craig Butz    | Canada          | Défenseur      |
| 166e | 9e   | Dave Sikorski | États-Unis      | Défenseur      |
| 186e | 10e  | Stu Grimson   | Canada          | Ailier gauche  |
| 206e | 11e  | Jeff Frank    | États-Unis      | Ailier droit   |
| 226e | 12e  | Chuck Chiatto | États-Unis      | Centre         |

### 1984
| No   | Tour | Nom                | Nationalité     | Position       |
| ---- | ---- | ------------------ | --------------- | -------------- |
| 7e   | 1er  | Shawn Burr         | Canada          | Ailier gauche  |
| 28e  | 2e   | Doug Houda         | Canada          | Défenseur      |
| 49e  | 3e   | Milan Chalupa      | Tchécoslovaquie | Défenseur      |
| 91e  | 5e   | Mats-Åke Lundström | Suède           | Ailier gauche  |
| 112e | 6e   | Randy Hansch       | Canada          | Gardien de but |
| 133e | 7e   | Stefan Larsson     | Suède           | Défenseur      |
| 152e | 8e   | Lars Karlsson      | Suède           | Ailier gauche  |
| 154e | 8e   | Urban Nordin       | Suède           | Centre         |
| 175e | 9e   | Bill Shibicky      | Canada          | Centre         |
| 195e | 10e  | Jay Rose           | États-Unis      | Défenseur      |
| 216e | 11e  | Tim Kaiser         | Canada          | Ailier droit   |
| 236e | 12e  | Tom Nickolau       | Canada          | Défenseur      |

### 1985
| No   | Tour | Nom             | Nationalité | Position       |
| ---- | ---- | --------------- | ----------- | -------------- |
| 8e   | 1er  | Brent Fedyk     | Canada      | Ailier gauche  |
| 29e  | 2e   | Jeff Sharples   | Canada      | Défenseur      |
| 50e  | 3e   | Steve Chiasson  | Canada      | Défenseur      |
| 71e  | 4e   | Mark Gowans     | États-Unis  | Gardien de but |
| 92e  | 5e   | Chris Luongo    | États-Unis  | Défenseur      |
| 113e | 6e   | Randy McKay     | Canada      | Ailier droit   |
| 134e | 7e   | Thomas Bjuhr    | Suède       | Ailier droit   |
| 155e | 8e   | Mike Luckraft   | États-Unis  | Défenseur      |
| 176e | 9e   | Rob Schena      | États-Unis  | Défenseur      |
| 197e | 10e  | Erik Hämäläinen | Finlande    | Défenseur      |
| 218e | 11e  | Bo Svanberg     | Suède       | Centre         |
| 239e | 12e  | Mikael Lindman  | Suède       | Défenseur      |

### 1986
| No   | Tour | Nom             | Nationalité | Position       |
| ---- | ---- | --------------- | ----------- | -------------- |
| 1er  | 1er  | Joe Murphy      | Canada      | Centre         |
| 22e  | 2e   | Adam Graves     | Canada      | Ailier gauche  |
| 43e  | 3e   | Derek Mayer     | Canada      | Défenseur      |
| 64e  | 4e   | Tim Cheveldae   | Canada      | Gardien de but |
| 85e  | 5e   | Johan Garpenlöv | Suède       | Ailier gauche  |
| 106e | 6e   | Jay Stark       | Canada      | Défenseur      |
| 127e | 7e   | Pär Djoos       | Suède       | Défenseur      |
| 148e | 8e   | Dean Morton     | Canada      | Défenseur      |
| 169e | 9e   | Marc Potvin     | Canada      | Ailier droit   |
| 190e | 10e  | Scott King      | Canada      | Ailier gauche  |
| 211e | 11e  | Tom Bissett     | États-Unis  | Ailier gauche  |
| 232e | 12e  | Peter Ekroth    | Suède       | Défenseur      |
| 6e   | R.S  | Rob Doyle       | Canada      | Défenseur      |
| 25e  | R.S  | Ian Kidd        | États-Unis  | Défenseur      |

### 1987
| No   | Tour | Nom              | Nationalité     | Position       |
| ---- | ---- | ---------------- | --------------- | -------------- |
| 11e  | 1er  | Yves Racine      | Canada          | Défenseur      |
| 32e  | 2e   | Gord Kruppke     | Canada          | Défenseur      |
| 41e  | 2e   | Bob Wilkie       | Canada          | Défenseur      |
| 52e  | 3e   | Dennis Holland   | Canada          | Centre         |
| 74e  | 4e   | Mark Reimer      | Canada          | Gardien de but |
| 95e  | 5e   | Radomir Brazda   | Tchécoslovaquie | Défenseur      |
| 116e | 6e   | Sean Clifford    | Canada          | Défenseur      |
| 137e | 7e   | Mike Gober       | États-Unis      | Ailier gauche  |
| 158e | 8e   | Kevin Scott      | Canada          | Centre         |
| 179e | 9e   | Mikko Haapakoski | Finlande        | Défenseur      |
| 200e | 10e  | Darin Banister   | Canada          | Défenseur      |
| 221e | 11e  | Craig Quinlan    | États-Unis      | Défenseur      |
| 242e | 12e  | Tomas Jansson    | Suède           | Défenseur      |
| 5e   | R.S  | Mikael LaMoine   | États-Unis      | Défenseur      |

### 1988
| No   | Tour | Nom              | Nationalité     | Position      |
| ---- | ---- | ---------------- | --------------- | ------------- |
| 17e  | 1er  | Kory Kocur       | Canada          | Ailier droit  |
| 38e  | 2e   | Serge Anglehart  | Canada          | Défenseur     |
| 47e  | 3e   | Guy Dupuis       | Canada          | Défenseur     |
| 59e  | 3e   | Petr Hrbek       | Tchécoslovaquie | Ailier droit  |
| 80e  | 4e   | Sheldon Kennedy  | Canada          | Ailier droit  |
| 143e | 7e   | Kelly Hurd       | Canada          | Ailier droit  |
| 164e | 8e   | Brian McCormack  | États-Unis      | Défenseur     |
| 185e | 9e   | Jody Praznik     | Canada          | Défenseur     |
| 206e | 10e  | Glen Goodall     | Canada          | Centre        |
| 227e | 11e  | Darren Colbourne | Canada          | Ailier droit  |
| 248e | 12e  | Don Stone        | États-Unis      | Ailier gauche |
| 22e  | R.S  | Gary Shuchuk     | Canada          | Centre        |

### 1989
| No   | Tour | Nom                   | Nationalité      | Position       |
| ---- | ---- | --------------------- | ---------------- | -------------- |
| 11e  | 1er  | Mike Sillinger        | Canada           | Centre         |
| 32e  | 2e   | Robert Boughner       | Canada           | Défenseur      |
| 53e  | 3e   | Nicklas Lidström      | Défenseur        |                |
| 74e  | 4e   | Sergueï Fiodorov      | Centre           |                |
| 95e  | 5e   | Shawn McCosh          | Canada           | Centre         |
| 116e | 6e   | Dallas Drake          | Canada           | Ailier droit   |
| 137e | 7e   | Scott Zygulski        | États-Unis       | Défenseur      |
| 158e | 8e   | Andy Suhy             | États-Unis       | Défenseur      |
| 179e | 9e   | Bob Jones             | Canada           | Défenseur      |
| 200e | 10e  | Greg Bignell          | Canada           | Défenseur      |
| 204e | 10e  | Rick Judson           | États-Unis       | Ailier gauche  |
| 221e | 11e  | Vladimir Konstantinov | Union soviétique | Défenseur      |
| 242e | 12e  | Joe Frederick         | États-Unis       | Ailier droit   |
| 246e | 12e  | Jason Glickman        | États-Unis       | Gardien de but |
| 16e  | R.S  | Bradley Kreick        | États-Unis       | Défenseur      |

### 1990
| No   | Tour | Nom                | Nationalité      | Position      |
| ---- | ---- | ------------------ | ---------------- | ------------- |
| 3e   | 1er  | Keith Primeau      | Canada           | Centre        |
| 45e  | 3e   | Viatcheslav Kozlov | Union soviétique | Ailier gauche |
| 66e  | 4e   | Stewart Malgunas   | Canada           | Défenseur     |
| 87e  | 5e   | Tony Burns         | États-Unis       | Défenseur     |
| 108e | 6e   | Claude Barthe      | Canada           | Défenseur     |
| 129e | 7e   | Jason York         | Canada           | Défenseur     |
| 150e | 8e   | Wes McCauley       | Canada           | Défenseur     |
| 171e | 9e   | Tony Gruba         | États-Unis       | Ailier droit  |
| 192e | 10e  | Travis Tucker      | États-Unis       | Défenseur     |
| 213e | 11e  | Brett Larson       | États-Unis       | Défenseur     |
| 234e | 12e  | John Hendry        | Canada           | Ailier gauche |
| 3e   | R.S  | Michael Casselman  | Canada           | Centre        |
| 7e   | R.S  | Donny Oliver       | Canada           | Ailier gauche |

### 1991
| No   | Tour | Nom             | Nationalité      | Position       |
| ---- | ---- | --------------- | ---------------- | -------------- |
| 10e  | 1er  | Martin Lapointe | Canada           | Ailier droit   |
| 32e  | 2e   | Jamie Pushor    | Canada           | Défenseur      |
| 54e  | 3e   | Chris Osgood    | Canada           | Gardien de but |
| 76e  | 4e   | Mike Knuble     | Canada           | Ailier droit   |
| 98e  | 5e   | Dmitri Motkov   | Union soviétique | Défenseur      |
| 142e | 7e   | Igor Malykhine  | Union Soviétique | Défenseur      |
| 186e | 9e   | Jim Bermingham  | Canada           | Centre         |
| 208e | 10e  | Jason Firth     | Canada           | Centre         |
| 230e | 11e  | Bart Turner     | États-Unis       | Ailier gauche  |
| 252e | 12e  | Andrew Miller   | Canada           | Ailier droit   |
| 16e  | R.S  | Kelly Sorensen  | Canada           | Ailier droit   |

### 1992
| No   | Tour | Nom              | Nationalité | Position       |
| ---- | ---- | ---------------- | ----------- | -------------- |
| 22e  | 1er  | Curtis Bowen     | Canada      | Ailier gauche  |
| 46e  | 2e   | Darren McCarty   | Canada      | Ailier droit   |
| 70e  | 3e   | Sylvain Cloutier | Canada      | Centre         |
| 118e | 5e   | Mike Sullivan    | États-Unis  | Centre         |
| 142e | 6e   | Jason MacDonald  | Canada      | Ailier droit   |
| 166e | 7e   | Greg Scott       | Canada      | Gardien de but |
| 183e | 8e   | Justin Krall     | États-Unis  | Défenseur      |
| 189e | 8e   | C.J. Denomme     | Canada      | Gardien de but |
| 214e | 9e   | Jeff Walker      | Canada      | Défenseur      |
| 238e | 10e  | Dan McGillis     | Canada      | Défenseur      |
| 262e | 11e  | Ryan Bach        | Canada      | Gardien de but |

### 1993
| No   | Tour | Nom             | Nationalité        | Position       |
| ---- | ---- | --------------- | ------------------ | -------------- |
| 22e  | 1er  | Anders Eriksson | Suède              | Défenseur      |
| 48e  | 2e   | Jon Coleman     | États-Unis         | Défenseur      |
| 74e  | 3e   | Kevin Hilton    | États-Unis         | Centre         |
| 97e  | 4e   | John Jakopin    | Canada             | Défenseur      |
| 100e | 4e   | Benoit Larose   | Canada             | Défenseur      |
| 126e | 5e   | Norm Maracle    | Canada             | Gardien de but |
| 152e | 6e   | Tim Spitzig     | Canada             | Ailier droit   |
| 178e | 7e   | Iouri Iouresko  | Russie             | Défenseur      |
| 204e | 8e   | Vitezslav Skuta | République tchèque | Défenseur      |
| 230e | 9e   | Ryan Shanahan   | États-Unis         | Ailier droit   |
| 256e | 10e  | Jamie Kosecki   | États-Unis         | Gardien de but |
| 282e | 11e  | Gordy Hunt      | États-Unis         | Centre         |

### 1994
| No   | Tour | Nom                | Nationalité | Position       |
| ---- | ---- | ------------------ | ----------- | -------------- |
| 23e  | 1er  | Ian Goloubovski    | Russie      | Défenseur      |
| 49e  | 2e   | Mathieu Dandenault | Canada      | Ailier droit   |
| 75e  | 3e   | Sean Gillam        | Canada      | Défenseur      |
| 114e | 5e   | Frédéric Deschênes | Canada      | Gardien de but |
| 127e | 5e   | Doug Battaglia     | Canada      | Ailier gauche  |
| 153e | 6e   | Pavel Agarkov      | Russie      | Ailier droit   |
| 205e | 8e   | Jason Elliott      | Canada      | Gardien de but |
| 231e | 9e   | Jeff Mikesch       | États-Unis  | Centre         |
| 257e | 10e  | Tomas Holmström    | Suède       | Ailier gauche  |
| 283e | 11e  | Toivo Suursoo      | Estonie     | Ailier droit   |

### 1995
| No   | Tour | Nom                | Nationalité | Position       |
| ---- | ---- | ------------------ | ----------- | -------------- |
| 26e  | 1er  | Maksim Kouznetsov  | Russie      | Défenseur      |
| 52e  | 2e   | Philippe Audet     | Canada      | Ailier gauche  |
| 58e  | 3e   | Darryl Laplante    | Canada      | Centre         |
| 104e | 4e   | Anatoli Oustiougov | Russie      | Ailier gauche  |
| 125e | 5e   | Chad Wilchynski    | Canada      | Défenseur      |
| 126e | 5e   | Dave Arsenault     | Allemagne   | Gardien de but |
| 156e | 6e   | Tyler Perry        | Canada      | Centre         |
| 182e | 7e   | Per Eklund         | Suède       | Ailier gauche  |
| 208e | 8e   | Andreï Samokhvalov | Russie      | Ailier droit   |
| 234e | 9e   | David Engblom      | Suède       | Centre         |

### 1996
| No   | Tour | Nom                 | Nationalité        | Position       |
| ---- | ---- | ------------------- | ------------------ | -------------- |
| 26e  | 1er  | Jesse Wallin        | Canada             | Défenseur      |
| 52e  | 2e   | Aren Miller         | Canada             | Gardien de but |
| 108e | 4e   | Johan Forsander     | Suède              | Ailier gauche  |
| 135e | 5e   | Michal Podolka      | République tchèque | Gardien de but |
| 144e | 6e   | Magnus Nilsson      | Suède              | Ailier gauche  |
| 162e | 6e   | Alexandre Jacques   | Canada             | Centre         |
| 189e | 7e   | Colin Beardsmore    | Canada             | Centre         |
| 215e | 8e   | Craig Stahl         | Canada             | Ailier droit   |
| 241e | 9e   | Ievgueni Afanassiev | Russie             | Ailier gauche  |

### 1997
| No   | Tour | Nom             | Nationalité        | Position      |
| ---- | ---- | --------------- | ------------------ | ------------- |
| 49e  | 2e   | Iouri Boutsaïev | Russie             | Ailier gauche |
| 76e  | 3e   | Petr Sykora     | République tchèque | Centre        |
| 102e | 4e   | Quintin Laing   | Canada             | Ailier gauche |
| 129e | 5e   | John Wikström   | Suède              | Défenseur     |
| 157e | 6e   | B.J. Young      | États-Unis         | Ailier droit  |
| 186e | 7e   | Mike Laceby     | Canada             | Centre        |
| 213e | 8e   | Steve Wilejto   | Canada             | Centre        |
| 239e | 9e   | Greg Willers    | Canada             | Défenseur     |

### 1998
| No   | Tour | Nom               | Nationalité        | Position       |
| ---- | ---- | ----------------- | ------------------ | -------------- |
| 25e  | 1er  | Jiří Fischer      | République tchèque | Défenseur      |
| 55e  | 2e   | Ryan Barnes       | Canada             | Ailier gauche  |
| 56e  | 2e   | Tomek Valtonen    | Pologne            | Ailier droit   |
| 84e  | 3e   | Jake McCracken    | Canada             | Gardien de but |
| 111e | 4e   | Brent Hobday      | Canada             | Centre         |
| 142e | 5e   | Carl Steen        | Suède              | Ailier droit   |
| 151e | 6e   | Adam DeLeeuw      | Canada             | Ailier gauche  |
| 171e | 6e   | Pavel Datsiouk    | Russie             | Centre         |
| 198e | 7e   | Jeremy Goetzinger | Canada             | Défenseur      |
| 226e | 8e   | David Petrasek    | Suède              | Défenseur      |
| 256e | 9e   | Petja Pietilainen | Finlande           | Ailier gauche  |

### 1999
| No   | Tour | Nom               | Nationalité | Position      |
| ---- | ---- | ----------------- | ----------- | ------------- |
| 120e | 4e   | Jari Tolsa        | Suède       | Centre        |
| 149e | 5e   | Andreï Maksimenko | Russie      | Ailier gauche |
| 181e | 6e   | Kent McDonell     | Canada      | Ailier droit  |
| 210e | 7e   | Henrik Zetterberg | Suède       | Ailier gauche |
| 238e | 8e   | Anton Borodkine   | Russie      | Ailier gauche |
| 266e | 9e   | Ken Davis         | Canada      | Ailier droit  |

### 2000
| No   | Tour | Nom                  | Nationalité | Position       |
| ---- | ---- | -------------------- | ----------- | -------------- |
| 29e  | 1er  | Niklas Kronwall      | Suède       | Défenseur      |
| 38e  | 2e   | Tomáš Kopecký        | Slovaquie   | Centre         |
| 102e | 4e   | Stefan Liv           | Pologne     | Gardien de but |
| 127e | 4e   | Dmitri Semionov      | Russie      | Attaquant      |
| 128e | 4e   | Aleksandr Selouïanov | Russie      | Défenseur      |
| 130e | 4e   | Aaron Van Leusen     | Canada      | Attaquant      |
| 187e | 6e   | Par Backer           | Suède       | Attaquant      |
| 196e | 6e   | Paul Ballantyne      | Canada      | Défenseur      |
| 228e | 7e   | Jimmie Svensson      | Suède       | Attaquant      |
| 251e | 8e   | Todd Jackson         | États-Unis  | Ailier droit   |
| 260e | 8e   | Ievgueni Boumaguine  | Russie      | Ailier droit   |

### 2001
| No   | Tour | Nom             | Nationalité        | Position       |
| ---- | ---- | --------------- | ------------------ | -------------- |
| 62e  | 2e   | Igor Grigorenko | Russie             | Ailier droit   |
| 121e | 4e   | Drew MacIntyre  | Canada             | Gardien de but |
| 129e | 4e   | Miroslav Blaťák | République tchèque | Défenseur      |
| 157e | 5e   | Andreas Jämtin  | Suède              | Ailier droit   |
| 195e | 6e   | Nick Pannoni    | Canada             | Gardien de but |
| 258e | 8e   | Dmitri Bykov    | Russie             | Défenseur      |
| 288e | 9e   | François Senez  | Canada             | Défenseur      |

### 2002
| No   | Tour | Nom                     | Nationalité        | Position       |
| ---- | ---- | ----------------------- | ------------------ | -------------- |
| 58e  | 2e   | Jiří Hudler             | République tchèque | Centre         |
| 63e  | 2e   | Tomas Fleischmann       | République tchèque | Attaquant      |
| 95e  | 3e   | Valtteri Filppula       | Finlande           | Centre         |
| 131e | 4e   | Johan Berggren          | Suède              | Défenseur      |
| 166e | 5e   | Logan Koopmans          | Canada             | Gardien de but |
| 197e | 6e   | Jimmy Cuddihy           | Canada             | Centre         |
| 229e | 7e   | Derek Meech             | Canada             | Défenseur      |
| 260e | 8e   | Pierre-Olivier Beaulieu | Canada             | Défenseur      |
| 262e | 9e   | Christian Soderstrom    | Suède              | Attaquant      |
| 291e | 9e   | Jonathan Ericsson       | Suède              | Défenseur      |

### 2003
| No   | Tour | Nom              | Nationalité | Position       |
| ---- | ---- | ---------------- | ----------- | -------------- |
| 64e  | 2e   | Jimmy Howard     | États-Unis  | Gardien de but |
| 132e | 4e   | Kyle Quincey     | Canada      | Défenseur      |
| 164e | 5e   | Ryan Oulahen     | Canada      | Centre         |
| 170e | 6e   | Andreas Sundin   | Suède       | Ailier gauche  |
| 194e | 6e   | Stefan Blom      | Suède       | Défenseur      |
| 226e | 7e   | Tomas Kollar     | Suède       | Ailier gauche  |
| 258e | 8e   | Vladimir Kutny   | Slovaquie   | Ailier gauche  |
| 289e | 9e   | Mikael Johansson | Suède       | Attaquant      |

### 2004
| No   | Tour | Nom                | Nationalité | Position      |
| ---- | ---- | ------------------ | ----------- | ------------- |
| 97e  | 3e   | Johan Franzén      | Suède       | Centre        |
| 128e | 4e   | Evan McGrath       | Canada      | Centre        |
| 151e | 5e   | Siarheï Kolassaw   | Biélorussie | Défenseur     |
| 162e | 5e   | Tyler Haskins      | États-Unis  | Centre        |
| 192e | 6e   | Anton Axelsson     | Suède       | Ailier gauche |
| 226e | 7e   | Steve Covington    | Canada      | Ailier droit  |
| 257e | 8e   | Guennadi Stoliarov | Russie      | Ailier droit  |
| 290e | 9e   | Nils Bäckström     | Suède       | Défenseur     |

### 2005
| No   | Tour | Nom                | Nationalité        | Position      |
| ---- | ---- | ------------------ | ------------------ | ------------- |
| 19e  | 1er  | Jakub Kindl        | République tchèque | Défenseur     |
| 42e  | 2e   | Justin Abdelkader  | États-Unis         | Ailier gauche |
| 80e  | 3e   | Christofer Löfberg | Suède              | Centre        |
| 103e | 4e   | Mattias Ritola     | Suède              | Attaquant     |
| 132e | 5e   | Darren Helm        | Canada             | Attaquant     |
| 137e | 5e   | Johan Ryno         | Suède              | Attaquant     |
| 151e | 5e   | Jeff May           | Canada             | Défenseur     |
| 175e | 6e   | Juho Mielonen      | Finlande           | Défenseur     |
| 214e | 7e   | Bretton Stamler    | Canada             | Défenseur     |

### 2006
| No   | Tour | Nom            | Nationalité | Position       |
| ---- | ---- | -------------- | ----------- | -------------- |
| 41e  | 2e   | Cory Emmerton  | Canada      | Attaquant      |
| 47e  | 2e   | Shawn Matthias | Canada      | Centre         |
| 62e  | 2e   | Dick Axelsson  | Suède       | Attaquant      |
| 92e  | 3e   | Daniel Larsson | Suède       | Gardien de but |
| 182e | 6e   | Jan Muršak     | Slovénie    | Ailier gauche  |
| 191e | 7e   | Nick Oslund    | États-Unis  | Ailier droit   |
| 212e | 7e   | Logan Pyett    | Canada      | Défenseur      |

### 2007
| No   | Tour | Nom              | Nationalité | Position  |
| ---- | ---- | ---------------- | ----------- | --------- |
| 27e  | 1er  | Brendan Smith    | Canada      | Défenseur |
| 88e  | 3e   | Joakim Andersson | Suède       | Centre    |
| 148e | 5e   | Randy Cameron    | Canada      | Centre    |
| 178e | 6e   | Zack Torquato    | Canada      | Centre    |
| 208e | 7e   | Bryan Rufenach   | Canada      | Défenseur |

### 2008
| No   | Tour | Nom               | Nationalité | Position       |
| ---- | ---- | ----------------- | ----------- | -------------- |
| 30e  | 1er  | Thomas McCollum   | États-Unis  | Gardien de but |
| 91e  | 3e   | Max Nicastro      | États-Unis  | Défenseur      |
| 121e | 4e   | Gustav Nyquist    | Suède       | Centre         |
| 151e | 5e   | Julien Cayer      | Canada      | Centre         |
| 181e | 6e   | Stephen Johnston  | Canada      | Ailier gauche  |
| 211e | 7e   | Jesper Samuelsson | Suède       | Centre         |

### 2009
| No   | Tour | Nom               | Nationalité        | Position     |
| ---- | ---- | ----------------- | ------------------ | ------------ |
| 32e  | 2e   | Landon Ferraro    | Canada             | Centre       |
| 60e  | 2e   | Tomáš Tatar       | Slovaquie          | Centre       |
| 75e  | 3e   | Andrej Nestrašil  | République tchèque | Attaquant    |
| 90e  | 3e   | Gleason Fournier  | Canada             | Défenseur    |
| 150e | 5e   | Nick Jensen       | États-Unis         | Défenseur    |
| 180e | 6e   | Mitchell Callahan | États-Unis         | Ailier droit |
| 210e | 7e   | Adam Almqvist     | Suède              | Défenseur    |

### 2010
| No   | Tour | Nom              | Nationalité        | Position       |
| ---- | ---- | ---------------- | ------------------ | -------------- |
| 21e  | 1er  | Riley Sheahan    | Canada             | Centre         |
| 51e  | 2e   | Calle Järnkrok   | Suède              | Centre         |
| 81e  | 3e   | Louis-Marc Aubry | Canada             | Centre         |
| 111e | 4e   | Teemu Pulkkinen  | Finlande           | Ailier gauche  |
| 141e | 5e   | Petr Mrázek      | République tchèque | Gardien de but |
| 171e | 6e   | Brooks Macek     | Canada             | Centre         |
| 201e | 7e   | Ben Marshall     | États-Unis         | Défenseur      |

### 2011
| No   | Tour | Nom                | Nationalité        | Position     |
| ---- | ---- | ------------------ | ------------------ | ------------ |
| 35e  | 2e   | Tomáš Jurčo        | Slovaquie          | Ailier droit |
| 48e  | 2e   | Xavier Ouellet     | France             | Défenseur    |
| 55e  | 2e   | Ryan Sproul        | Canada             | Défenseur    |
| 85e  | 3e   | Alan Quine         | Canada             | Centre       |
| 115e | 4e   | Marek Tvrdoň       | Slovaquie          | Ailier droit |
| 145e | 5e   | Philippe Hudon     | Canada             | Ailier droit |
| 146e | 5e   | Mattias Bäckman    | Suède              | Défenseur    |
| 175e | 6e   | Richard Nedomlel   | République tchèque | Défenseur    |
| 205e | 7e   | Alekseï Martchenko | Russie             | Défenseur    |

### 2012
| No   | Tour | Nom                | Nationalité        | Position       |
| ---- | ---- | ------------------ | ------------------ | -------------- |
| 49e  | 2e   | Martin Frk         | République tchèque | Ailier droit   |
| 80e  | 3e   | Jake Paterson      | Canada             | Gardien de but |
| 110e | 4e   | Andreas Athanasiou | Canada             | Ailier gauche  |
| 140e | 5e   | Michael McKee      | Canada             | Défenseur      |
| 170e | 6e   | James de Haas      | Canada             | Défenseur      |
| 200e | 7e   | Rasmus Bodin       | Suède              | Ailier gauche  |

### 2013
| No   | Tour | Nom                   | Nationalité | Position      |
| ---- | ---- | --------------------- | ----------- | ------------- |
| 20e  | 1er  | Anthony Mantha        | Canada      | Ailier droit  |
| 48e  | 2e   | Zach Nastasiuk        | Canada      | Ailier droit  |
| 58e  | 2e   | Tyler Bertuzzi        | Canada      | Ailier gauche |
| 79e  | 3e   | Mattias Janmark-Nylén | Suède       | Centre        |
| 109e | 4e   | David Pope            | Canada      | Ailier gauche |
| 139e | 5e   | Mitch Wheaton         | Canada      | Défenseur     |
| 169e | 6e   | Marc McNulty          | Canada      | Défenseur     |
| 199e | 7e   | Hampus Melén          | Suède       | Ailier droit  |

### 2014
| No   | Tour | Nom                 | Nationalité | Position       |
| ---- | ---- | ------------------- | ----------- | -------------- |
| 15e  | 1er  | Dylan Larkin        | États-Unis  | Centre         |
| 63e  | 3e   | Dominic Turgeon     | Canada      | Centre         |
| 106e | 4e   | Christoffer Ehn     | Suède       | Centre         |
| 136e | 5e   | Chase Perry         | États-Unis  | Gardien de but |
| 166e | 6e   | Julius Vähätalo     | Finlande    | Ailier gauche  |
| 196e | 7e   | Axel Holmström      | Suède       | Centre         |
| 201e | 7e   | Aleksandr Kadeïkine | Russie      | Centre         |

### 2015
| No   | Tour | Nom                    | Nationalité | Position       |
| ---- | ---- | ---------------------- | ----------- | -------------- |
| 19e  | 1er  | Ievgueni Svetchnikov   | Russie      | Ailier gauche  |
| 73e  | 3e   | Vili Saarijärvi        | Finlande    | Défenseur      |
| 110e | 4e   | Joren van Pottelberghe | Suisse      | Gardien de but |
| 140e | 5e   | Chase Pearson          | Canada      | Centre         |
| 170e | 6e   | Patrick Holway         | États-Unis  | Défenseur      |
| 200e | 7e   | Adam Marsh             | États-Unis  | Ailier gauche  |

### 2016
| No   | Tour | Nom              | Nationalité        | Position       |
| ---- | ---- | ---------------- | ------------------ | -------------- |
| 20e  | 1er  | Dennis Cholowski | Canada             | Défenseur      |
| 46e  | 2e   | Givani Smith     | Canada             | Ailier droit   |
| 53e  | 2e   | Filip Hronek     | République tchèque | Défenseur      |
| 107e | 4e   | Alfons Malmstrom | Suède              | Défenseur      |
| 137e | 4e   | Jordan Sambrook  | Canada             | Défenseur      |
| 167e | 6e   | Filip Larsson    | Suède              | Gardien de but |
| 197e | 7e   | Mattias Elfstrom | Suède              | Ailier gauche  |

### 2017
| No   | Tour | Nom               | Nationalité | Position       |
| ---- | ---- | ----------------- | ----------- | -------------- |
| 9e   | 1re  | Michael Rasmussen | Canada      | Centre         |
| 38e  | 2e   | Gustav Lindstrom  | Suède       | Défenseur      |
| 71e  | 3e   | Kasper Kotkansalo | Finlande    | Défenseur      |
| 79e  | 3e   | Lane Zablocki     | Canada      | Ailier droit   |
| 83e  | 3e   | Zachary Gallant   | Canada      | Centre         |
| 88e  | 3e   | Keith Petruzzelli | États-Unis  | Gardien de but |
| 100e | 4e   | Malte Setkov      | Danemark    | Défenseur      |
| 131e | 5e   | Cole Fraser       | Canada      | Défenseur      |
| 162e | 6e   | Jack Adams        | États-Unis  | Ailier droit   |
| 164e | 6e   | Reilly Webb       | Canada      | Défenseur      |
| 193e | 7e   | Brady Gilmour     | Canada      | Centre         |

### 2018
| No   | Tour | Nom               | Nationalité        | Position       |
| ---- | ---- | ----------------- | ------------------ | -------------- |
| 6e   | 1er  | Filip Zadina      | République tchèque | Ailier droit   |
| 30e  | 1er  | Joseph Veleno     | Canada             | Centre         |
| 33e  | 2e   | Jonatan Berggren  | Suède              | Ailier droit   |
| 36e  | 2e   | Jared McIsaac     | Canada             | Défenseur      |
| 67e  | 3e   | Alec Regula       | États-Unis         | Défenseur      |
| 81e  | 3e   | Seth Barton       | Canada             | Défenseur      |
| 84e  | 3e   | Jesper Eliasson   | Suède              | Gardien de but |
| 98e  | 4e   | Ryan O'Reilly     | États-Unis         | Ailier droit   |
| 160e | 6e   | Victor Brattström | Suède              | Gardien de but |
| 191e | 7e   | Otto Kivenmäki    | Finlande           | Centre         |

### 2019
| No   | Tour | Nom                 | Nationalité | Position       |
| ---- | ---- | ------------------- | ----------- | -------------- |
| 6e   | 1er  | Moritz Seider       | Allemagne   | Défenseur      |
| 35e  | 2e   | Antti Tuomisto      | Finlande    | Défenseur      |
| 54e  | 2e   | Robert Mastrosimone | États-Unis  | Ailier gauche  |
| 60e  | 2e   | Albert Johansson    | Suède       | Défenseur      |
| 66e  | 3e   | Albin Grewe         | Suède       | Ailier droit   |
| 97e  | 4e   | Ethan Phillips      | Canada      | Centre         |
| 128e | 5e   | Cooper Moore        | États-Unis  | Défenseur      |
| 159e | 6e   | Elmer Sodeblom      | Suède       | Ailier droit   |
| 177e | 6e   | Gustav Berglund     | Suède       | Défenseur      |
| 190e | 7e   | Kirill Tioutiaïev   | Russie      | Ailier gauche  |
| 191e | 7e   | Carter Gylander     | Canada      | Gardien de but |

### 2020
| No   | Tour | Nom                | Nationalité        | Position       |
| ---- | ---- | ------------------ | ------------------ | -------------- |
| 4e   | 1er  | Lucas Raymond      | Suède              | Ailier gauche  |
| 32e  | 2e   | William Wallinder  | Suède              | Défenseur      |
| 51e  | 2e   | Theodor Niederbach | Suède              | Ailier droit   |
| 55e  | 2e   | Cross Hanas        | États-Unis         | Ailier droit   |
| 63e  | 3e   | Donovan Sebrango   | Canada             | Défenseur      |
| 70e  | 3e   | Eemil Viro         | Finlande           | Défenseur      |
| 97e  | 4e   | Sam Stange         | États-Unis         | Ailier droit   |
| 107e | 4e   | Jan Bednář         | République tchèque | Gardien de but |
| 132e | 5e   | Alex Cotton        | Canada             | Défenseur      |
| 156e | 6e   | Kyle Aucoin        | Canada             | Défenseur      |
| 187e | 7e   | Kienan Draper      | États-Unis         | Ailier droit   |
| 203e | 7e   | Chase Bradley      | États-Unis         | Ailier gauche  |

### 2021
| No   | Tour | Nom              | Nationalité | Position       |
| ---- | ---- | ---------------- | ----------- | -------------- |
| 6e   | 1er  | Simon Edvinsson  | Suède       | Défenseur      |
| 15e  | 1er  | Sebastian Cossa  | Canada      | Gardien de but |
| 36e  | 2e   | Shai Buium       | États-Unis  | Défenseur      |
| 70e  | 3e   | Carter Mazur     | États-Unis  | Ailier gauche  |
| 114e | 4e   | Redmond Savage   | États-Unis  | Centre         |
| 134e | 5e   | Liam Nilsson     | Suède       | Centre         |
| 155e | 5e   | Oscar Plandowski | Canada      | Défenseur      |
| 166e | 6e   | Pasquale Zito    | Canada      | Ailier gauche  |

### 2022
| No  | Tour | Nom                  | Nationalité | Position      |
| --- | ---- | -------------------- | ----------- | ------------- |
| 8   | 1er  | Marco Kasper         | Autriche    | Centre        |
| 40  | 2e   | Dylan James          | Canada      | Ailier gauche |
| 52  | 2e   | Dmitri Boutchelnikov | Russie      | Ailier gauche |
| 105 | 4e   | Anton Johansson      | Suède       | Défenseur     |
| 113 | 4e   | Amadeus Lombardi     | Canada      | Centre        |
| 129 | 4e   | Maximilian Kilpinen  | Suède       | Ailier gauche |
| 137 | 5e   | Tnias Mathurin       | Canada      | Défenseur     |
| 201 | 7e   | Owen Mehlenbacher    | Canada      | Attaquant     |
| 212 | 7e   | Brennan Ali          | États-Unis  | Ailier droit  |

### 2023
| No  | Tour | Nom                  | Nationalité | Position       |
| --- | ---- | -------------------- | ----------- | -------------- |
| 9   | 1er  | Nate Danielson       | Canada      | Centre         |
| 17  | 1er  | Axel Sandin Pellikka | Suède       | Défenseur      |
| 41  | 2e   | Trey Augustine       | États-Unis  | Gardien de but |
| 42  | 2e   | Andrew Gibson        | Canada      | Défenseur      |
| 47  | 2e   | Brady Cleveland      | États-Unis  | Défenseur      |
| 73  | 3e   | Noah Dower Nilsson   | Suède       | Ailier gauche  |
| 117 | 4e   | Larry Keenan         | Canada      | Défenseur      |
| 137 | 5e   | Jack Phelan          | États-Unis  | Défenseur      |
| 147 | 5e   | Kevin Bicker         | Allemagne   | Ailier gauche  |
| 169 | 6e   | Rudy Guimond         | Canada      | Gardien de but |
| 201 | 7e   | Emmitt Finnie        | Canada      | Centre         |

### 2024
| No  | Tour | Nom                      | Nationalité | Position       |
| --- | ---- | ------------------------ | ----------- | -------------- |
| 15  | 1er  | Michael Brandsegg-Nygård | Norvège     | Ailier droit   |
| 47  | 2e   | Max Plante               | États-Unis  | Ailier gauche  |
| 80  | 3e   | Ondřej Becher            | Tchéquie    | Centre         |
| 126 | 4e   | Landon Miller            | Canada      | Gardien de but |
| 144 | 5e   | John Whipple             | États-Unis  | Défenseur      |
| 176 | 6e   | Charlie Forslund         | Suède       | Ailier gauche  |
| 203 | 7e   | Austin Baker             | États-Unis  | Ailier gauche  |
| 208 | 7e   | Fisher Scott             | États-Unis  | Défenseur      |

### 2025
| No  | Tour | Nom                      | Nationalité | Position       |
| --- | ---- | ------------------------ | ----------- | -------------- |
| 13  | 1er  | Carter Bear              | Canada      | Ailier gauche  |
| 44  | 2e   | Eddie Genborg            | Suède       | Centre         |
| 75  | 3e   | Michal Pradel            | Slovaquie   | Gardien de but |
| 109 | 4e   | Brent Solomon            | États-Unis  | Ailier droit   |
| 119 | 4e   | Michal Svrcek            | Slovaquie   | Ailier gauche  |
| 140 | 5e   | Nikita Tioukine          | Russie      | Défenseur      |
| 172 | 6e   | Will Murphy              | Canada      | Défenseur      |
| 204 | 7e   | Grayden Robertson-Palmer | Canada      | Centre         |